# Antroposofi
Antroposofi er en filosofi og en bevægelse, der blev skabt af den østrigske filosof Rudolf Steiner (1861-1925). Antroposofien bygger på, at mennesket er et åndeligt væsen, som i sin helhed består af legeme, sjæl og ånd. Det er en filosofi, der søger at give indsigt i menneskets natur, kosmos og tilværelsens åndelige dimensioner.
Antroposofi er hverken en videnskab eller en religion, men derimod en filosofi, der søger at udforske de åndelige dimensioner af tilværelsen, samtidig med at den engagerer sig i praktiske aspekter af livet, såsom uddannelse, sundhed og kunst. Steiners skrifter og foredrag danner grundlaget for antroposofien, og hans ideer har påvirket forskellige samfund, organisationer og enkeltpersoner, der er interesserede i at integrere hans indsigt i deres personlige, professionelle og spirituelle liv.

## Betegnelsen
Navnet er sammensat af de to græske ord antropos (ανθροπος anthropos som betyder "menneske") og sofia (Σoφíα sophia som betyder "visdom"). Således betyder antroposofi "menneskevisdom" eller "visdom om det menneskelige". Det må ikke forveksles med antropologi, der betyder læren om mennesket. Gennem antroposofien opfordres enkeltmennesket til at søge åndelig erkendelse. Samtidigt har den praktisk anvendelse inden for en lang række områder som pædagogik, kunst og landbrug.

## Historie
Antroposofisk Selskab blev stiftet af Rudolf Steiner, efter at han brød med det teosofiske selskab, hvor han var generalsekretær 1902-13 for den tyske afdeling. Det var især Anni Besants fremstilling af Jiddu Krishnamurti som en reinkarnation af Jesus Kristus, der var årsag til bruddet.
Rudolf Steiner skrev over tredive bøger og holdt omkring seks tusinde foredrag. De allerfleste af dem er udgivet i bogform, på tysk og også i norsk, svensk eller dansk oversættelse.
Gennem sin livslange filosofiske virksomhed beskæftigede Rudolf Steiner sig med mangfoldige emner, som f.eks. kunst, arkitektur, filosofi, fysik, kemi, psykologi, religion, okkultisme, reinkarnation, medicin, pædagogik og økonomi, for blot at nævne nogle af de vigtigste. Alt behandlede han på nye måder i sine forsøg på at vise og forklare, hvordan han mente, at det åndelige, det fysiske og det mentale er forbundet.
Som et praktisk resultat af antroposofien opstod i 1919 Waldorfskolerne, der nu findes spredt over hele verden(i Danmark kaldes de Rudolf Steiner Skoler). Andre vigtige praktiske resultater af antroposofien er bl.a. bio-dynamisk jordbrug (Helios, Demeter), pengeinstitutter (i Norge bl.a. Cultura Sparebank, i Danmark Merkur Andelskasse), et kirkesamfund (i Norge Kristensamfunnet, i Danmark Kristensamfundet) og bevægelseskunsten eurytmi. Rudolf Steiner gav også vigtige impulser til en ny arkitektur, som mange antroposofiske virksomheder har bidraget til at videreføre.
Antroposofiens centrum er Goetheanum i Dornach, Schweiz. Rudolf Steiner har selv tegnet Goetheanumbygningen og mange af de omkringliggende bygninger. Det oprindelige Gotheanum på nytårsnat 1922/23. Det nuværende Gotheanum blev opført i 1924-28.

## Centrale ideer
1. Menneskets tredelte natur: Antroposofi understreger menneskers tredelte natur, bestående af det fysiske legeme, sjælen (eller astrallegemet) og den individuelle ånd[2]. Disse komponenter interagerer og udvikler sig gennem forskellige livstider.
2. Reinkarnation og karma: Antroposofien hævder, at menneskelige sjæle gennemgår en række inkarnationer, der bevæger sig gennem forskellige livstider i en kontinuerlig proces med åndelig udvikling. Begrebet karma antyder, at individer står over for konsekvenserne af deres handlinger i tidligere liv, hvilket påvirker deres nuværende omstændigheder.
3. Spirituel evolution: Antroposofi præsenterer en vision om menneskelig spirituel evolution, der strækker sig over flere livstider, hvilket fører til større selvbevidsthed, visdom og enhed med det guddommelige[2].
4. Kristusimpulsen: Steiner fortolkede Kristus som et unikt åndeligt væsen, hvis inkarnation bragte en transformativ impuls til menneskehedens åndelige udvikling. Denne impuls kan integreres i individuel åndelig udvikling.
5. Udforskning: Antroposofi stræber efter at være en særlig form for udforskning af den åndelige side af tilværelsen. Det skal ikke forstås sådan, at åndelige erfaringer kan udforskes naturvidenskabeligt og objektivt, ligesom ting i den fysiske verden, men med en anden form for kvalitative metoder. Antroposofien betragtes hovedsageligt som en filosofi og ikke som en naturvidenskab i senmoderne forstand.
6. Indre udvikling: Antroposofi lægger stor vægt på indre udvikling, meditation og selvbevidsthed som veje mod dybere spirituelle indsigter og forståelse[2].
7. Waldorfuddannelse: Rudolf Steiners pædagogiske filosofi, kendt som Waldorfuddannelse, er en central praktisk anvendelse af antroposofi[3]. Den lægger vægt på at pleje elevernes individualitet, kreativitet og spirituelle udvikling sammen med intellektuel vækst[3].
8. Biodynamisk landbrug: Antroposofi udvider sin indflydelse til landbruget gennem biodynamisk landbrug. Denne tilgang tager hensyn til de åndelige og kosmiske kræfter, der påvirker landbrugsprocesser, og sigter mod bæredygtige og holistiske landbrugsmetoder.
9. Trefoldig social orden: Steiner foreslog en tredeling af samfundet i økonomisk, politisk og kulturelt liv. Denne opdeling har til formål at balancere og harmonisere samfundsfunktioner
10. Holistisk medicin: Antroposofisk medicin integrerer konventionelle medicinske tilgange med spirituelle indsigter og holistiske perspektiver på sundhed og sygdom
11. Kunstnerisk udtryk: Antroposofi værdsætter kunstneriske aktiviteter som veje til åndelig forståelse og selvudfoldelse[2]. Det tilskynder til at engagere sig i kunst, musik og kreative praksisser som midler til at forbinde med den åndelige verden.

## Idehistorisk baggrund
Antroposofien har sine idehistoriske rødder i de bredere intellektuelle og kulturelle strømninger i slutningen af det 19. og det tidlige 20. århundrede. Her er en oversigt over den historiske teoretiske baggrund og de vigtigste ideer, der inspirerede etableringen af antroposofien, som har udviklet sig videre sidenhen:

### Kristendom
Antroposofien adskiller sig fra mange andre moderne spirituelle tilgange ved at have en dyb forankring i kristendommen. Steiners udforskning af kristen spiritualitet bidrog til udviklingen af antroposofiske ideer om åndelig evolution og vejen til højere viden. Den tyske middelalderfilosofi indeholdt en særlig tradition for spiritualitet, der havde søgt direkte åndelig erfaring, og denne tanke genfindes hos Steiner.
Selv om antroposofien ikke er en kristen doktrin i traditionel forstand, inkorporerer den visse kristne elementer i sin forståelses ramme. Antroposofien lægger herunder stor vægt på en moralsk og etisk dannelse, som er påvirket af kristne værdier om kærlighed, medfølelse og service til andre. Steiners lære understreger ofte vigtigheden af etisk adfærd som en integreret del af åndelig vækst.

### Johann Wolfgang von Goethe
Den tyske filosof, poet og forsker Johann Wolfgang von Goethes tilgang til videnskab spillede en afgørende rolle i udformningen af antroposofien. Goethe lagde vægt på en holistisk, kvalitativ iagttagelse af naturen og naturfænomenernes indbyrdes sammenhæng. Rudolf Steiner inkorporerede Goethes principper i sine egne forskningsmetoder, især inden for områder som botanik og åndelig observation.
Goethe talte således for en mere intuitiv og holistisk tilgang til videnskabelig undersøgelse, som stod i kontrast til de reduktionistiske og kvantitative metoder, der var fremherskende på hans tid. Han mente, at for virkelig at forstå fænomener, var man nødt til at engagere sig i kvalitativ observation og fordybe sig i emnet, så det kunne afsløre sin indre natur. Dette perspektiv påvirkede i høj grad Steiners tilgang til begreberne videnskab og åndsvidenskab, som mange påpeger må forstås i lyset af den kultur og tid, Steiner levede i.

### Tysk idealisme
Antroposofien opstod inden for rammerne af den tyske idealisme, som var en filosofisk bevægelse, der understregede det åndeliges forrang og den indbyrdes forbundethed mellem menneskelig bevidsthed og den ydre verden. Steiner var stærkt påvirket af værker af tyske idealistiske filosoffer som Immanuel Kant, Georg Wilhelm Friedrich Hegel, Johann Gottlieb Fichte og Friedrich Schelling. Disse filosoffer udforskede forholdet mellem menneskelig subjektivitet og den ydre verden.
Steiner kan ses som en del af den tyske åndsfilosofiske tradition og var især påvirket af tyske idealistiske ideer i hans vægt på den menneskelige bevidsthed og dens rolle i at forme virkeligheden. Steiner adopterede det idealistiske perspektiv i sit eget arbejde, især i sin udforskning af virkelighedens åndelige dimensioner, som han mente måtte tilgås gennem menneskelig bevidsthed og indre erfaring.

### Tysk romantik
Den tyske romantiske bevægelse, som omfattede filosofferne Friedrich Schlegel, Johann Gottlieb Fichte, Friedrich Schelling og digteren Novalis, lagde vægt på intuition, fantasi og tilværelsens åndelige dimension. Steiner var påvirket af den romantiske betoning af på det indre liv, kreativitet og jagten på højere sandheder.

### Teosofi
Steiner var oprindeligt forbundet med teosofien, men tog senere afstand fra den for at udvikle sin egen filosofi. Teosofien, der blev grundlagt af Helena Petrovna Blavatsky og Henry Steel Olcott, påvirkede mange filosofiske og spirituelle bevægelser på den tid, herunder antroposofi.

### Frihedens filosofi
Steiners eget filosofiske hovedværk Frihedens filosofi lagde grunden til mange antroposofiske ideer. I dette værk udforskede Steiner menneskelig frihed, moralsk individualitet og forholdet mellem tanke og handling. Den danske filosof Oskar Borgman Hansen fra Aarhus Universitet skrev efterskrift til sin danske oversættelse af værket, som udkom på forlaget Klim.

## Esoterisk praksis
Antroposofien har delvist udviklet sig som en esoterisk filosofi, hvilket vil sige, at nogle dele af filosofien er forbeholdt indviede. Antroposofi involverer således lære og praksis, der ikke er almindeligt kendt eller tilgængelig for den brede offentlighed. Antroposofien mener, at visse åndelige sandheder kun kunne forstås af dem, der har gennemgået en indre udviklings- og indvielsesproces.
Antroposofi udforsker herunder åndelige og metafysiske emner, herunder naturen af den menneskelige sjæl og ånd, bevidsthedens udvikling og forholdet mellem de åndelige og materielle riger. Antroposofi lægger stor vægt på personlig indre udvikling og spirituel vækst. Udøvere engagerer sig i øvelser og meditative praksisser rettet mod at udvikle højere niveauer af bevidsthed og spirituel indsigt. Kun ved at gennemgå den udvikling kan man forstå visse åndelige sandheder, hvilket er et princip, der også kendes fra fx frimureri.

## Kritisk og modsvar
Den mest markante indvending mod antroposofien er, at den ikke giver almindelige empiriske beviser for dens mest esoteriske påstande. Kritikere som Martin Gardner hævder, at visse af antroposofiens esoteriske overbevisninger ikke kan testes gennem konventionelle naturvidenskabelige metoder, hvilket både gør det vanskeligt at validere og modbevise dem.
Andre kritikere som Peter Staudenmaier betragter antroposofi som et lukket trossystem eller en isoleret religion, der har elementer af en kult. De udtrykker bekymring over bevægelsens potentiale til at isolere individer fra det almindelige samfund.
Mange antroposoffer som den tyske psykiater Peter Selg, den russiske forfatter Sergei O. Prokofieff, den amerikanske filosofiprofessor Robert McDermott og den amerikanske jurist Paul O`leary understreger til gengæld ofte, at deres spirituelle indsigter og oplevelser er dybt personlige og subjektive. De hævder, at spirituel viden ikke altid kan underkastes empirisk naturvidenskabelig validering, fordi den opstår fra indre, intuitiv perception og direkte spirituel erfaring. Fra deres perspektiv gør dette ikke indsigterne mindre gyldige eller meningsfulde, og de kan ofte beskrives ved hjælp af humanistiske metoder, som fokuserer på at udforske og forstå den individuelle oplevelse.
Flere antroposoffer forsvarer desuden antroposofiens holistiske karakter, idet den omfatter en bred vifte af emner, fra spiritualitet til uddannelse, landbrug og kunst. De hævder, at det er vigtigt at overveje hele filosofien og dens praktiske anvendelser i stedet for udelukkende at fokusere på nogle få specifikke esoteriske overbevisninger.
Mange antroposoffer betoner endelig, at antroposofi ikke er en religion eller et monolitisk trossystem, men en mangfoldig filosofisk bevægelse med en lang række forskellige fortolkninger og anvendelser. De lægger vægt på respekten for, at individer har frihed til at udforske og vælge deres eget livssyn, og at antroposofi hverken er missionerende eller påtvinger udenforstående dens overbevisninger, og at de, der engagerer sig i antroposofi, gør det frivilligt og efter eget valg.

## Alternative forståelser
Da antroposofien er en mangesidet bevægelse, opfatter nogle den snarere som en videnskab eller som en form for alternativ religion end som en filosofi.

## I Danmark

### Områder med indflydelse
Antroposofi har haft en betydelig indflydelse i Danmark på flere områder:
Antroposofien har spillet en væsentlig rolle i udviklingen af alternative skolemetoder og pædagogiske tilgange. Rudolf Steiners pædagogiske principper, kendt som Waldorf-pædagogik, har ført til oprettelsen af flere Waldorf-skoler eller Steiner-skoler i Danmark. Disse skoler betragtes som alternative og har tiltrukket forældre, der ønsker en mere holistisk tilgang til uddannelse.
Antroposofisk landbrug, også kendt som biodynamisk landbrug, har også fundet fodspor i Danmark. Biodynamiske landbrugsprincipper fokuserer på bæredygtighed, respekt for naturen og anvendelse af kosmiske cyklusser i landbrugspraksis. Der er flere biodynamiske gårde og landbrugsprojekter i Danmark.
Antroposofien har også haft indflydelse inden for sundhedssektoren, især gennem udviklingen af antroposofisk medicin og antroposofiske behandlingsmetoder. Der er antroposofiske lægepraksisser og klinikker i Danmark, der kombinerer konventionel medicin med alternative tilgange.
Antroposofien har inspireret til en bred vifte af kulturelle og kunstneriske aktiviteter. Der er antroposofiske teatre, musikgrupper og kunstneriske samfund i Danmark, der arbejder ud fra antroposofiske principper.

### Kendte personer inspireret af antroposofi
Antroposofi har desuden haft indflydelse på en række danske filosoffer, kunstnere og forfattere, hvoraf nogle af de mest kendte er:
Emil Bønnelycke (1898-1953) var en dansk forfatter og antroposof, der skrev en række bøger om antroposofisk filosofi og åndelig udvikling. Han var en nøglefigur inden for spredningen af antroposofi i Danmark.
Hans Kirk (1898-1962) var en dansk forfatter, der var påvirket af antroposofi. Kirk var en fremtrædende skikkelse inden for dansk litteratur og socialkritik. Han blev introduceret til Rudolf Steiners ideer og filosofi og blev fascineret af antroposofien. Hans Kirk forsøgte at integrere antroposofiske elementer i sit forfatterskab og i sine tanker om samfundet. Han er mest kendt for sin roman "Fiskerne." "Fiskerne" er en socialrealistisk roman, der skildrer livet i en lille fiskerlandsby. Den undersøger samfundets strukturer og klasseforhold. Selvom romanen ikke er direkte antroposofisk, afspejler den Kirk's bredere sociale og spirituelle interesser.
Erik Asmussen (1913-1998) var en dansk arkitekt og kunstner, der var kendt for sit arbejde inden for antroposofisk inspireret kunst og arkitektur. Asmussen var en del af den antroposofiske kunstnergruppe, der arbejdede med at anvende antroposofiske principper inden for arkitektur og billedhuggerkunst. Asmussen var involveret i opførelsen af en række bygninger, herunder Waldorf-skoler og andre institutioner, der fulgte antroposofiske designprincipper. Han arbejdede også med antroposofisk arkitektur, der integrerer spirituelle og æstetiske aspekter for at skabe harmoniske omgivelser.
Dorrit Willumsen (født 1940) er en dansk forfatter, der har udtrykt interesse for og inspiration fra antroposofi i nogle af hendes litterære værker. Hun er kendt for sin eksperimenterende og nyskabende tilgang til litteraturen, og hendes værker udforsker ofte komplekse og psykologiske aspekter af menneskelivet. Dorrit Willumsen har været åben omkring sin interesse for antroposofi, og hendes forfatterskab viser påvirkningen af antroposofiske ideer og filosofier. Antroposofi kan ofte ses som en inspiration til hendes udforskning af spirituelle og metafysiske temaer i hendes litterære værker.